# Élections territoriales néo-calédoniennes de 1958
Les élections territoriales de 1958 eurent lieu le 7 décembre pour renouveler l'Assemblée territoriale de la Nouvelle-Calédonie, dissoute par le décret n° 58-1024 du gouvernement de Charles de Gaulle le 30 octobre précédent.

## Contexte
La dissolution suit une période de fortes tensions entre le parti majoritaire, l'Union calédonienne, et l'opposition unissant les Républicains indépendants et les Gaullistes locaux dans le Rassemblement calédonien (ceux-ci avaient violemment manifesté dans le but d'obtenir une dissolution de l'Assemblée territoriale et la destitution du conseil de gouvernement de Maurice Lenormand le 18 juin). 
Après un vote massif (à 98,2 %) de l'électorat néo-calédonien en faveur de la Constitution de la Cinquième République le 28 septembre 1958, le vote territorial tourne autour de la question du statut que la nouvelle Assemblée aura à adopter pour la Nouvelle-Calédonie sous ce nouveau régime soit, selon le degré d'autonomie : département d'outre-mer, territoire d'outre-mer ou État membre de la Communauté française (avec donc une vocation à l'indépendance, celle-ci pouvant être décidée par un simple vote de l'assemblée de cet État associé). L'Union calédonienne, qui s'est prononcé lors de son IIIe Congrès du 25 octobre 1958 de lors « ne jamais demander l'indépendance » tout en restant fermement autonomiste, se prononce, après avoir envisagé dans un premier temps de défendre l'option d'État membre de la Calédonie, finalement le 6 novembre pour le TOM avec le maintien des institutions mises en place par la loi-cadre Defferre. L'opposition, elle aussi favorable au TOM, veut toutefois une réforme électorale et le remplacement du Conseil de gouvernement par un Comité exécutif collégial aux attributions restreintes.

## Organisation du scrutin
Le scrutin a lieu au suffrage universel direct, pour pourvoir pour un mandat de cinq ans à la proportionnelle de liste 30 sièges répartis en quatre circonscriptions : 
- sud : 10 sièges, 3 listes présentées (UC, Rascal et « Union républicaine ») ;
- ouest : 8 sièges, 3 listes (UC, Rascal et « Union républicaine ») ;
- est : 7 sièges, 2 listes (UC et Rascal) ;
- îles Loyauté : 5 sièges, 2 listes (UC et Rascal).

## Résultats
Participation : 73 %, suffrages exprimés : 25 671
- Union calédonienne (centre autonomiste, menée par le député proche MRP Maurice Lenormand) : 14 703 (57,3 %), 18 sièges
  - Sud : 2 538 (34 %), 3 élus (Armand Ohlen, Rock Pidjot, Jean Le Borgne)
  - Ouest : 63 %, 5 élus (Maurice Lenormand, Georges Nagle, Théophile Wakolo Pouyé, Gabriel Païta, Lucien Allard)
  - Est : 79 %, 6 élus (René Leroy, Kiolet Néa Galet, Émile Wénou Néchero, Toutou Tiapi Pimbé, Austien Dalap Touyada, Antoine Griscelli)
  - Îles : 69 %, 4 élus (Michel Kauma, Dick Ukeiwé, Pierre Issamatro, Paul Katrei)
- Rassemblement calédonien (droite anti-autonomiste, RI et Gaullistes, mené par l'ancien sénateur Républicain indépendant Henri Lafleur) : 10 037 (39,1 %), 11 sièges
  - Sud : 6 élus (Henri Lafleur, Georges Chatenay, Albert Rapadzi, Bernard Brou, Claude Parazols, Edmond Caillard)
  - Ouest : 33,4 %, 3 élus (René Hénin, Marcel Bordes, Louis Goyetche)
  - Est : 21 %, 1 élu (Thomas Hagen)
  - Îles : 31 %, 1 élu (Henri Naisseline)
- Union républicaine (gauche autonomiste, mené par le dirigeant syndical Gabriel Mussot) : 931 (3,6 %)
  - Sud : 700, 1 élu (Gabriel Mussot)
  - Ouest : 231 (3,6 %), 0 élu.

| Liste | Liste                    | Dirigeant         | Résultat par circonscription | Résultat par circonscription | Résultat par circonscription | Résultat par circonscription | Résultat par circonscription | Résultat par circonscription | Résultat par circonscription | Résultat par circonscription | Résultat par circonscription | Résultat par circonscription | Résultat par circonscription | Résultat par circonscription | Totaux | Totaux | Totaux |
| Liste | Liste                    | Dirigeant         | Sud                          | Sud                          | Sud                          | Ouest                        | Ouest                        | Ouest                        | Est                          | Est                          | Est                          | Îles                         | Îles                         | Îles                         | Totaux | Totaux | Totaux |
| Liste | Liste                    | Dirigeant         | Voix                         | %                            | Sièges                       | Voix                         | %                            | Sièges                       | Voix                         | %                            | Sièges                       | Voix                         | %                            | Sièges                       | Voix   | %      | Sièges |
| ----- | ------------------------ | ----------------- | ---------------------------- | ---------------------------- | ---------------------------- | ---------------------------- | ---------------------------- | ---------------------------- | ---------------------------- | ---------------------------- | ---------------------------- | ---------------------------- | ---------------------------- | ---------------------------- | ------ | ------ | ------ |
|       | Union calédonienne       | Maurice Lenormand | 2 538                        | 34,0%                        | 3                            | ~4 043                       | 63,0%                        | 5                            |                              | 79%                          | 6                            |                              | 69%                          | 4                            | 14 703 | 57,3%  | 18     |
|       | Rassemblement calédonien | Henri Lafleur     | ~4 227                       | 56,6%                        | 6                            | ~2 143                       | 33,4%                        | 3                            |                              | 21%                          | 1                            |                              | 31%                          | 1                            | 10 037 | 39,1%  | 11     |
|       | Union républicaine       | Gabriel Mussot    | 700                          | 9,4%                         | 1                            | 231                          | 3,6%                         | 0                            | –                            | –                            | –                            | –                            | –                            | –                            | 931    | 3,6%   | 1      |
| Total | Total                    | Total             | ~7 465                       | ~7 465                       | 10                           | ~6 417                       | ~6 417                       | 8                            |                              |                              | 7                            |                              |                              | 5                            | 25 671 | 25 671 | 30     |

| Circonscription | Union calédonienne | Rassemblement Calédonien                                                                               | Union Républicaine |
| --------------- | --- | --- | ------------------ |
| Sud             | - Armand Ohlen - Rock Pidjot - Jean Le Borgne                                                                          | - Henri Lafleur - Georges Chatenay - Albert Rapadzi - Bernard Brou - Claude Parazols - Edmond Caillard | - Gabriel Mussot   |
| Ouest           | - Maurice Lenormand - Georges Nagle - Théophile Wakolo Pouyé - Gabriel Païta - Lucien Allard                           | - René Hénin - Marcel Bordes - Louis Goyetche                                                          |                    |
| Est             | - René Leroy - Kiolet Néa Galet - Émile Wénou Néchero - Toutou Tiapi Pimbé - Austien Dalap Touyada - Antoine Griscelli | - Thomas Hagen                                                                                         |                    |
| Îles            | - Michel Kauma - Dick Ukeiwé - Pierre Issamatro - Paul Katrei                                                          | - Henri Naisseline                                                                                     |                    |

## Conséquences
L'Union calédonienne retrouve donc sa majorité de 18 sièges sur 30. Le conseiller de la République Armand Ohlen est réélu le 17 décembre 1958 président de l'Assemblée territoriale et, le même jour, celle-ci vote pour le statut de TOM. Le nouveau conseil de gouvernement, ramené de 8 à 6 membres, est élu le 23 décembre : Maurice Lenormand (vice-président du conseil de gouvernement, député), Rock Pidjot, Jean-Louis Hénin, Doui Matayo Wetta, Marc Tivollier, Jean Le Borgne, tous issus de l'UC et déjà membres du précédent exécutif.  